# Riders
Riders (Team Riders, Steal, $teal) ist ein französisch-britisch-kanadischer Actionfilm von Gérard Pirès aus dem Jahr 2002.

## Handlung
Die Extremsportler Slim, Alex, Frank und Otis rauben Banken aus. Sie planen und führen eine Serie von fünf Überfällen durch, nach der sie mit den Überfällen aufhören wollen. Bei dem zweiten dieser Überfälle rauben sie Wertpapiere im Wert von 20 Millionen US-Dollar, die der Mafia gehören. Sie brechen die Serie ab, werden jedoch von einem unbekannten Mann gezwungen, einen weiteren Überfall durchzuführen. Ansonsten sollen die Identitäten der Gruppenmitglieder der Polizei übergeben werden.
Währenddessen setzt die Mafia an die Gruppe den Prediger Surtayne an, der die Wertpapiere wiederbeschaffen soll. Slim flirtet mit Karen, mit der er schläft. Später erfährt er, dass sie eine Polizeiermittlerin ist. Die Gruppe führt gemeinsam mit Jerry, der von dem unbekannten Auftraggeber geschickt wurde, einen weiteren Überfall durch. Dabei tötet Jerry die Wachleute, von denen einer Alex tödlich verletzt. Die Sportler entkommen, indem sie mit Fallschirmen von einer Brücke springen, während Jerry ohne Fallschirm von der Brücke fällt.
Die Sportler übergeben das geraubte Geld ihrem Auftraggeber und erfahren, dass er der Polizeileutnant Macgruder ist – der Chef von Karen. Sie werden von Surtayne gefunden, dem Slim Zehntausend Dollar gibt und die Herausgabe der Wertpapiere einige Tage später verspricht. Macgruder fordert das Durchführen des nächsten Überfalls. Otis schleicht sich in dessen Büro ein und entwendet das früher geraubte Geld aus einem Schrank. Der verärgerte Macgruder lässt die Bank, die nach dem Plan ausgeraubt werden soll, von der Polizei umstellen. Die Sportler rauben jedoch eine Bank am anderen Ende der Stadt aus. Sie treffen sich mit Surtayne, der sich auf die im Sitz des Wagens versteckte Mine setzt, die bei seinem Aufstehen explodieren würde. Die Sportler entkommen durch eine Klappe im Boden des Fahrzeugs, das in dieser Zeit von der Polizei umstellt wird. Surtayne will aufstehen, was die Explosion verursacht.
Slim deutet gegenüber Karen an, Macgruder sei ein Komplize der Gruppe, worauf dieser verhaftet wird. Er schickt der Polizistin ein Ticket für einen Flug nach Rio de Janeiro. Sie will Slim vor dem Abflug verhaften, aber statt seiner und seiner Kumpels sitzen drei junge Männer in der Maschine, die Slim, Frank und Otis recht ähnlich sehen. Die drei verlassen in einem Charterflugzeug die Vereinigten Staaten.

## Kritiken
Die Londoner Zeitschrift Time Out spottete, der Film sei ein Werbefilm für Softdrinks und Extremsportarten von einer Länge von 84 Minuten; er weise ähnlich viel Glaubwürdigkeit wie die Werbefilme auf. Die Stunts seien „blödsinnig“.
Das Lexikon des internationalen Films schrieb, der Film beinhalte „wilde Stunts und flotte Sprüche“, die die „handwerklichen Schlampereien eines unterdurchschnittlichen Actionfilms verdecken“ sollten. Er verlasse sich auf die „vermeintliche Attraktivität diverser Extremsportarten“ und betreibe „plakativ-plumpen Körperkult“.
Die Zeitschrift TV direkt 13/2007 schrieb, die Filmautoren hätten „gute Ideen klauen“ sollen.

## Hintergrund
Der Film wurde in Montreal gedreht. Seine Produktionskosten betrugen schätzungsweise 15 Millionen US-Dollar. Der Film wurde am 26. Juli 2002 auf dem Filmfest München vorgeführt. Er hatte in Frankreich ca. 741.000 Kinozuschauer und ca. 258.000 Kinozuschauer in Russland.